# Marco Innocenti
Marco Innocenti (ur. 16 sierpnia 1978 r. w Prato) – włoski strzelec sportowy, srebrny medalista olimpijski z Rio de Janeiro. Specjalizuje się w trapie podwójnym.

## Igrzyska olimpijskie
Na igrzyskach zadebiutował na igrzyskach olimpijskich w Sydney w 200 roku, zajmując ósme miejsce. Cztery lata później w Atenach zakończył kwalifikacje na 17. pozycji. W 2016 roku podczas letnich igrzysk olimpijskich w Rio de Janeiro zdobył srebrny medal, przegrywając w finale z kuwejckim zawodnikiem reprezentującym niezależnych sportowców olimpijskich – Fehaidem Aldeehanim.
| Igrzyska | Miejscowość    | Konkurencja   | Kwalifikacje | Kwalifikacje | Półfinał | Półfinał | Finał | Finał   |
| Igrzyska | Miejscowość    | Konkurencja   | Wynik        | Pozycja      | Wynik    | Pozycja  | Wynik | Pozycja |
| -------- | -------------- | ------------- | ------------ | ------------ | -------- | -------- | ----- | ------- |
| IO 2000  | Sydney         | Trap podwójny | 135          | 8.           | —        | —        | NQ    | NQ      |
| IO 2004  | Ateny          | Trap podwójny | 127          | 17.          | —        | —        | NQ    | NQ      |
| IO 2016  | Rio de Janeiro | Trap podwójny | 136          | 5. Q         | 27       | 2. Q     | 24    | srebro  |